# Goran Žuvela
Goran Žuvela (ur. 12 października 1948 w Velej Luce) – jugosłowiański judoka chorwackiego pochodzenia. Olimpijczyk z Montrealu 1976, gdzie zajął trzydzieste miejsce w wadze półciężkiej.
Uczestnik mistrzostw świata w 1971 i 1973. Mistrz Europy w 1974 i trzeci w 1976, a także trzeci w drużynie w 1975. Brązowy medalista akademickich MŚ w 1974. Triumfator igrzysk śródziemnomorskich w 1971 i trzeci w 1979. Zdobył szesnaście tytułów mistrza Jugosławii w latach 1971 i 1973-1988.

## Letnie Igrzyska Olimpijskie 1976
| Konkurencja | Rundy eliminacyjne          | Klas. końcowa |
| Konkurencja | Przeciwnik I                | Miejsce       |
| ----------- | --------------------------- | ------------- |
| 93 kg       | Robert Van de Walle (BEL) P | 30.           |

## Mistrzostwa świata w judo

### Ludwigshafen 1971
- W wadze do 93 kg przegrał z Peterem Snijdersem z Holandii i odpadł z turnieju[8].
- W kategorii open przegrał z Uwe Stockiem z NRD i odpadł z turnieju[9].

### Lozanna 1973
- W wadze do 93 kg wygrał z Kanadyjczykiem Rogerem Perronem i Nowozelandczykiem Markiem Lonsdalem, a przegrał z Cho Jaiem z Korei Południowej[10].
- W kategorii open wygrał z Abdessalemem Besbesem z Tunezji, Terry Wattem z Irlandii i Chiaki Ishiim z Brazylii. W 1/4 przegrał z Francuzem Jean-Luciem Rougém[11].